# Nationalpark Wakatobi
Der Nationalpark Wakatobi ist ein etwa 13.900 km² großer mariner Nationalpark in der Provinz Sulawesi Tenggara, Indonesien. Die Inseln bilden einen eigenen Regierungsbezirk (Kabupaten) Wakatobi. Der Nationalpark liegt südöstlich von der Insel Sulawesi zwischen der Bandasee im Nordosten und der Floressee im Südwesten und ist der drittgrößte marine Nationalpark Indonesiens.
Der Name des Wakatobi ist ein Akronym der vier Hauptinseln der Tukangbesi-Inseln: Wangi-wangi, Kaledupa, Tomia und Binongko. Seit 2005 ist der Park auf der Tentativliste für das Welterbe in Indonesien eingetragen.
Der Nationalpark besteht aus vier größeren Inseln: Wangi-Wangi, Kaledupa, Tomia und Binongko, sowie vielen kleineren Inseln wie Tokobao, Nord-Lintea, Süd-Lintea, Kampenaune, Hoga und Tolandono. Die höchste Erhebung ist 274 m auf Wangi-Wangi, gefolgt von Lagole Hill (271 m) auf Tomia, Terpadu Hill (222 m) und Binongko Sampuagiwolo (203 m) auf Kadelupa. Die Inselgruppe umfasst 143 größere und kleinere Inseln, von denen nur sieben bewohnt sind mit einer Gesamtbevölkerung von rund 100.000 Menschen, während die anderen Inseln unbewohnt sind. Bemerkenswert sind die Bajau-Dörfer, Seenomaden, die viele der abgelegenen Inseln Indonesiens bewohnen.

## Flora und Fauna

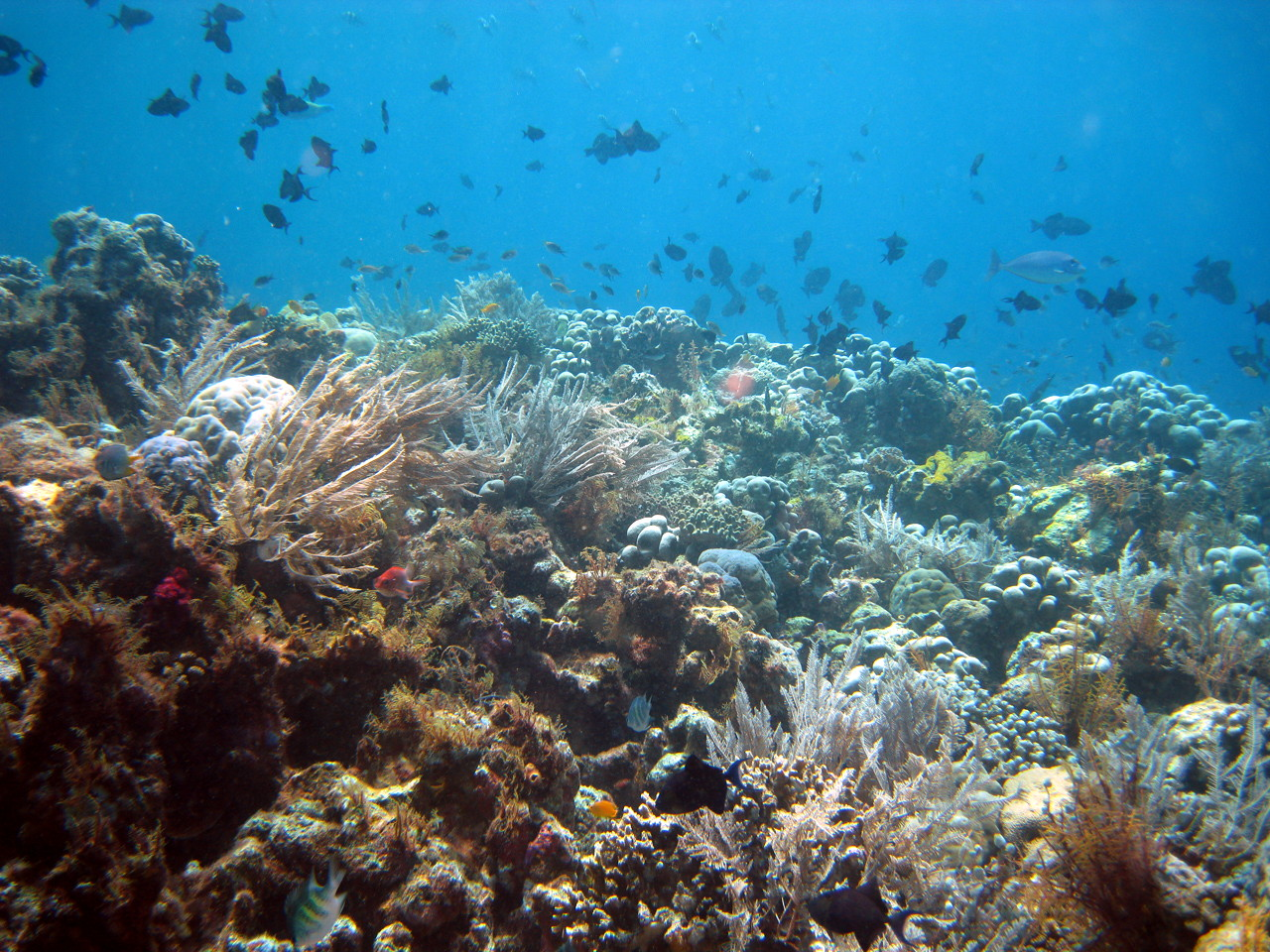
Korallenriff im Nationalpark

Wakatobi beherbergt 942 Fischarten und 750 von insgesamt 850 weltweit existierenden Riffbewohnern.
Die Arten der Vegetation, die im Nationalpark zu finden sind, sind Mangrovenwald, Küstenwald, Tiefland-Sumpfwald, Uferbankvegetation, Tieflandregenwald, Bergregenwald und Korallenriffe. Der Wakatobi-Archipel hat 25 Gruppen von Korallenriffen, einschließlich Saumriffen, Barriereriffe und Atolle.
Eine Untersuchung aus dem Jahr 2003 identifizierte 396 Arten von Korallen, die zu 68 Gattungen und 15 Familien gehören. Darunter Acropora formosa, Acropora hyacinthus, Psammocora profundasafla, Pavona cactus, Leptoseris yabei, Fungia molucensis, Lobophyllia robusta, Merulina ampliata, Platygyra versifora, Euphyllia glabrescens, Tubastraea frondes, Stylophora pistillata, Sarcophyton throchelliophorum und Sinularia sp.
Unter den erfassten Arten von Seevögeln sind Weißbauchtölpel, Eisvogel und Malaienregenpfeifer.
Schildkrötenarten im Park sind Echte Karettschildkröte, Unechte Karettschildkröte und Oliv-Bastardschildkröte.

## Tauchtourismus
Die Inseln und Riffe des Nationalparks Wakatobi sind – wegen des Fischreichtums und des sehr guten Zustands – ein Ziel für Tauchtourismus, um die Inseln liegen verschiedene Tauchgebiete. Auf Tolandono wurde 2013 ein Tauchressort eröffnet.
Jacques-Yves Cousteau bezeichnete die Inseln in den 1980er Jahren als das wohl beste Tauchgebiet der Welt. Eine Anreise ist per Flug von Makassar oder mit einem Speedboot von Pelabuhan Mola oder Makassar aus möglich.